# Полтавський єврейський фонд Хесед Нефеш
БО «Полтавський єврейський фонд Хесед Нефеш» — українська благодійна організація.

## Цілі та діяльність
«Хесед Нефеш» створений у 1998 році. Клієнтська база організації нараховує близько 800 осіб. Кількість співробітників — 105 осіб (29 офісних працівників, 41 патронажний робітник та 15 волонтерів).
Організація здійснює свою благодійну діяльність на засадах діяльність на засадах законності, гуманності, спільності інтересів та рівності прав учасників, гласності, добровільності та самоврядування.
Цілями благодійної діяльності організації є надання допомоги для сприяння законним інтересам бенефеціарів у сферах благодійної діяльності, розвиток і підтримка цих сфер у суспільній діяльності.
Предметом діяльності організації є безкорислива діяльність, спрямована на надання благодійної допомоги фізичним та юридичним особам, які такої допомоги потребують (бенефеціарам). У «клубі» центра відкрита жіноча група «Аідише Нешуме», керівники: А. Буніна та А Пожидаєва.
Представниками «Хесед Нефеш» разом з полтавськими кінематографістами створено документальну стрічку «Реліквії: Полтава єврейська». Прем'єрний перегляд стрічки відбувся в обласному Краєзнавчому музеї імені Василя Кричевського на початку червня 2015-го року.